# A casa con i miei
A casa con i miei (Welcome Home, Roscoe Jenkins) è un film statunitense del 2008 diretto da Malcolm D. Lee ed interpretato da Martin Lawrence, Joy Bryant e James Earl Jones.

## Trama
Il dr. Roscoe "R.J." Jenkins Stevens è un conduttore di talk-show di successo (il cui motto è "La squadra sono io"), che, oltre ad avere un milione di fan adoranti, ha rinnegato le sue origini sudiste ed è prossimo alle nozze con la vincitrice di Survivor Bianca Kittles.
A seguito di una telefonata della madre, Roscoe decide di tornare alla sua tranquilla città natale nel sud per il cinquantesimo anniversario di matrimonio dei suoi genitori, portando con sé Bianca e il figlio decenne Jamaal. A Dry Springs, in Georgia incontra il suo cugino ladruncolo Reggie, accompagnato dalla sua ragazza Amy, e arriva alla casa di famiglia accolto dai suoi genitori, Roscoe Sr. e Mama Jenkins, suo fratello Otis, sceriffo della città, insieme a sua moglie Ruthie e i loro figli obesi Junior e Callie, e la rude sorella Betty. L'accoglienza che questi gli riservano è ben poco calorosa: i fratelli ricominciano immediatamente a sfotterlo come facevano da ragazzi, il padre non nasconde il rancore che gli serba per essere stato nove anni lontano da loro e a peggiorare le cose vi è l'imminente arrivo del cugino Clyde Stubbs. Quest'ultimo, infatti, venne adottato dai Jenkins dopo la morte dei suoi e lui e Roscoe da ragazzi erano accaniti rivali, seppure Clyde lo superasse in ogni cosa. Tuttavia, si viene a sapere che Roscoe riuscì a batterlo durante l'annuale corsa campestre dei Jenkins, in modo da, secondo una scommessa tra i due, invitare Lucinda Allen, la più bella ragazza della città, al ballo della scuola. Tuttavia, Clyde non accettò la sconfitta e non rispettò i patti, invitando Lucinda prima del cugino. Roscoe, per ripicca, raccontò tutto al padre, il quale punì severamente il figlio, limitando il castigo di Clyde ad un rimprovero. Questo episodio segnò profondamente Roscoe, facendogli capire di non poter contare sulla sua famiglia e spingendolo ad allontanarsi da essi, volendo fare da sé. All'arrivo di Clyde, che porta con sé Lucinda, questo non perde tempo a sfottere Roscoe ricordando la loro competitività, con Roscoe che risponde alle provocazioni rievocando il fatto che "gli ha rubato quello che era suo". Roscoe e Lucinda cominciano a riavvicinarsi, provocando le ire di Clyde e Bianca, la quale intanto non riesce a legare con la famiglia del fidanzato, mentre Jamaal viene ben accolto da tutti i parenti. Durante la permanenza, Roscoe affronta varie umiliazioni inflittegli dai parenti e ciò non fa altro che alimentare il rancore che ha verso di loro.
Alla vigilia dell'anniversario, l'intera famiglia si riunisce per la loro tradizionale corsa campestre. Roscoe e Clyde si fanno strada con irruenza, ferendo sia loro stessi che gli altri partecipanti. Quando Roscoe inizia ad aiutare suo figlio a superare un ostacolo, Bianca lo incita a lasciare indietro Jamaal per battere Clyde e così fa, sconvolgendo i suoi genitori. Roscoe e Clyde corrono verso il traguardo e Roscoe vince (proprio come vent'anni prima).
In seguito al tifo di Bianca, Roscoe si sfoga verso la sua famiglia, affermando "La squadra sono io".
I parenti sono irritati dall'arroganza di Roscoe e Jamaal si rifiuta di avvicinarsi a suo padre, con Roscoe Sr. che riprende suo figlio per il suo atteggiamento. Non riuscendo più a trattenersi, Roscoe afferma con rabbia che tutto ciò che ha sempre voluto da parte del padre era un po' di stima, ma gli viene nuovamente negata. Notando che anche questa volta Clyde non è stato ripreso, Roscoe ricorda al padre della scommessa di vent'anni prima, chiedendo come mai lui debba perdere il padre affinché Clyde ne guadagni uno. Roscoe Sr. si rende conto di come mai il figlio è stato lontano e si allontana in silenzio con la moglie. Capendo finalmente il rancore di Roscoe, Clyde ammette di non aver mai voluto prendere il posto del cugino, che la sua competitività era dovuta al fatto di volersi integrare e sentirsi parte della famiglia e che vede Roscoe come un fratello. Tenta di stringere la mano a Roscoe, ma Bianca lo ferma e Roscoe se ne va con lei e Jamaal, non prima che sua madre possa dirgli che la sua famiglia gli vuole comunque bene.
Durante la strada verso l'aeroporto, Bianca propone di non invitare la famiglia al loro matrimonio. Roscoe sembra essere d'accordo, deludendo Jamaal, che si dichiara fieramente un Jenkins. Bianca continua ad insultare la famiglia Jenkins e Roscoe fa finta di concordare, per poi piantarla all'aeroporto con le sue valigie. Roscoe e Jamaal tornano a casa Jenkins insieme alla Pomerania di Bianca Fifi, che aveva iniziato una relazione con il vecchio Labrador della famiglia Bucky.
Durante la celebrazione dell'anniversario, Clyde piange durante il suo discorso per Mama e Papa Jenkins, ammettendo quanto tenga a Roscoe, che fa la sua comparsa, ringraziando la sua famiglia per averlo aiutato, in quanto lui non sarebbe arrivato dov'è senza i loro trattamenti e congratulandosi con i suoi genitori. Lui e suo padre si scusano a vicenda e Roscoe chiede a Lucinda di ballare. Dopo la celebrazione, la famiglia sta guardando un video di essa sulla TV mega schermo che Roscoe aveva regalato al padre per l'anniversario e che lui fino ad allora non aveva mai usato, mentre Roscoe e Lucinda si dirigono in camera da letto, trovandoci dentro Bucky e Fifi.
Durante i titoli di coda, Roscoe intervista la sua famiglia durante il suo show, rinominato The Roscoe Jenkins Show.

## Produzione
Le riprese del film si sono svolte tra Shreveport e Bossier City, entrambe in Louisiana.

## Accoglienza
Nella prima settimana di distribuzione nelle sale statunitensi, il film ha incassato 16.2 milioni di dollari, posizionandosi secondo dopo Tutti pazzi per l'oro. La critica ha accolto piuttosto negativamente la pellicola, su Rotten Tomatoes una media di 78 votanti gli ha infatti dato un punteggio del 24%; mentre Metacritic un 48% su una media di 22 recensori.

## Distribuzione
Il film è stato pubblicato in formato DVD il 17 giugno 2008 negli Stati Uniti, ed il 30 maggio 2008 nel Regno Unito.